# Saison 2015 de l'équipe cycliste Nippo-Vini Fantini

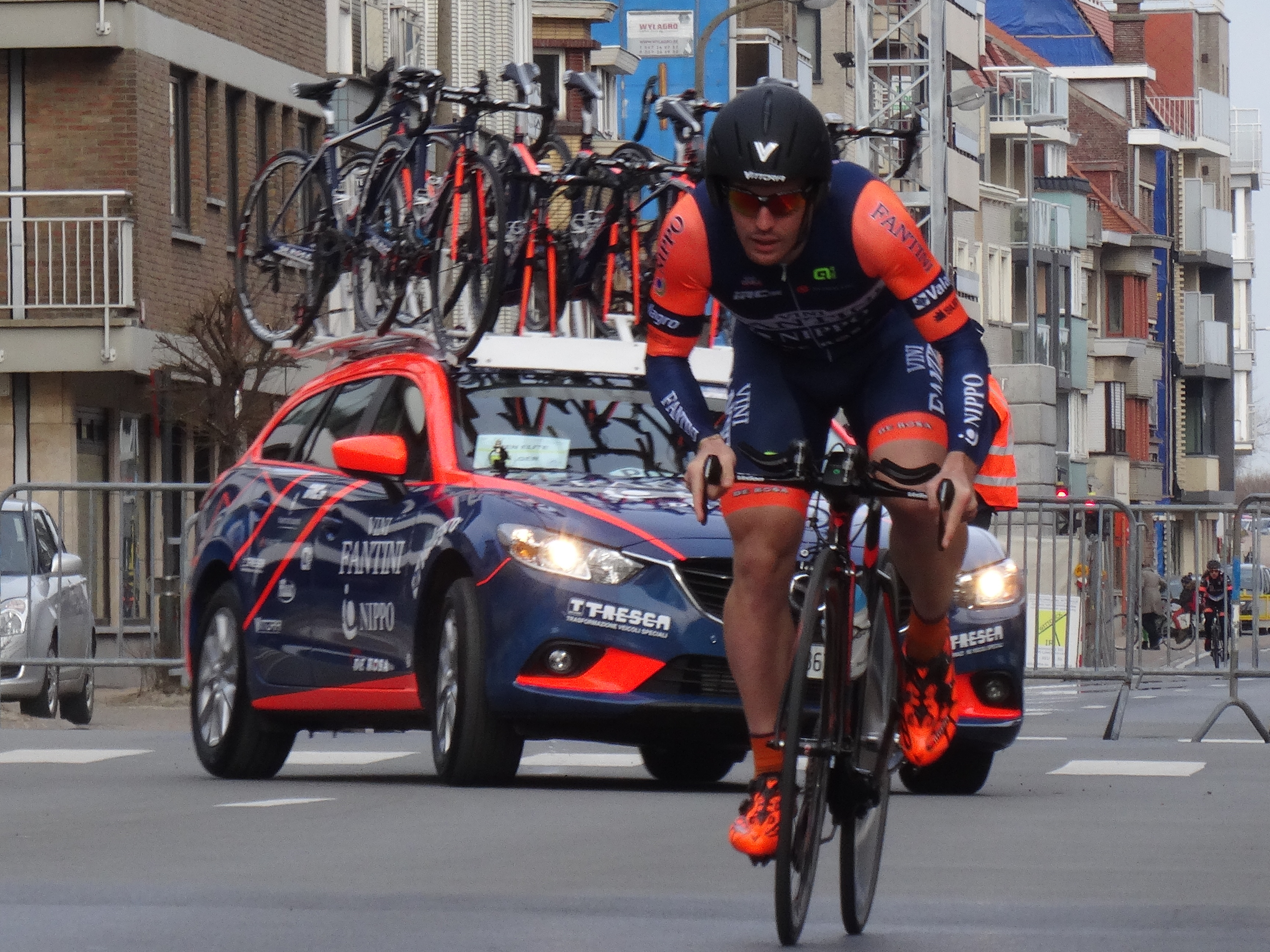
Mattia Pozzo lors du contre-la-montre individuel du prologue des Trois jours de Flandre-Occidentale 2015 à Middelkerke.

La saison 2015 de l'équipe cycliste Nippo-Vini Fantini est la huitième de cette équipe, la première en tant qu'équipe continentale professionnelle.

## Préparation de la saison 2015

### Arrivées et départs
| Arrivées        | Équipe 2014                       |
| --------------- | --------------------------------- |
| Giacomo Berlato | Zalf Euromobil Désirée Fior       |
| Didier Chaparro | Fuerzas Armadas-Ejército Nacional |
| Daniele Colli   | Neri Sottoli                      |
| Damiano Cunego  | Lampre-Merida                     |
| Iuri Filosi     | Colpack                           |
| Nicolas Marini  | Zalf Euromobil Désirée Fior       |
| Antonio Nibali  | Marchiol Emisfero                 |
| Mattia Pozzo    | Neri Sottoli                      |

| Départs          | Équipe 2015           |
| ---------------- | --------------------- |
| Yuya Akimaru     | Shimano Racing        |
| Grega Bole       | CCC Sprandi Polkowice |
| Kim Magnusson    | Tre Berg-Bianchi      |
| Takashi Miyazawa | Retraite              |
| Daniel Paulus    | Vorarlberg            |
| Yūma Koishi      | CCT-Champion System   |
| Willie Smit      | Europcar SA           |

## Coureurs et encadrement technique

### Effectif
| Cycliste             | Date de naissance | Nationalité | Équipe 2014                       |  |
| -------------------- | ----------------- | ----------- | --------------------------------- |  |
| Giacomo Berlato      | 5 février 1992    | Italie      | Zalf Euromobil Désirée Fior       |  |
| Alessandro Bisolti   | 7 mars 1985       | Italie      | Vini Fantini Nippo                |  |
| Didier Chaparro      | 7 juillet 1987    | Colombie    | Fuerzas Armadas-Ejército Nacional |  |
| Daniele Colli        | 19 avril 1982     | Italie      | Neri Sottoli                      |  |
| Damiano Cunego       | 19 septembre 1981 | Italie      | Lampre-Merida                     |  |
| Pierpaolo De Negri   | 5 juin 1986       | Italie      | Vini Fantini Nippo                |  |
| Iuri Filosi          | 17 janvier 1992   | Italie      | Colpack                           |  |
| Eduard-Michael Grosu | 4 septembre 1992  | Roumanie    | Vini Fantini Nippo                |  |
| Manabu Ishibashi     | 30 novembre 1992  | Japon       | Vini Fantini Nippo                |  |
| Shiki Kuroeda        | 8 janvier 1992    | Japon       | Vini Fantini Nippo                |  |
| Alessandro Malaguti  | 22 septembre 1987 | Italie      | Vini Fantini Nippo                |  |
| Nicolas Marini       | 29 juillet 1993   | Italie      | Zalf Euromobil Désirée Fior       |  |
| Antonio Nibali       | 23 septembre 1992 | Italie      | Marchiol Emisfero                 |  |
| Mattia Pozzo         | 26 janvier 1989   | Italie      | Neri Sottoli                      |  |
| Riccardo Stacchiotti | 8 novembre 1991   | Italie      | Vini Fantini Nippo                |  |
| Antonio Viola        | 10 mars 1993      | Italie      | Vini Fantini Nippo                |  |
| Genki Yamamoto       | 19 novembre 1991  | Japon       | Vini Fantini Nippo                |  |
| Stagiaire            | Date de naissance | Nationalité | Équipe 2015                       |  |
| Emanuele Onesti      | 21 juin 1995      | Italie      | Aran Cucine                       |  |

Portraits
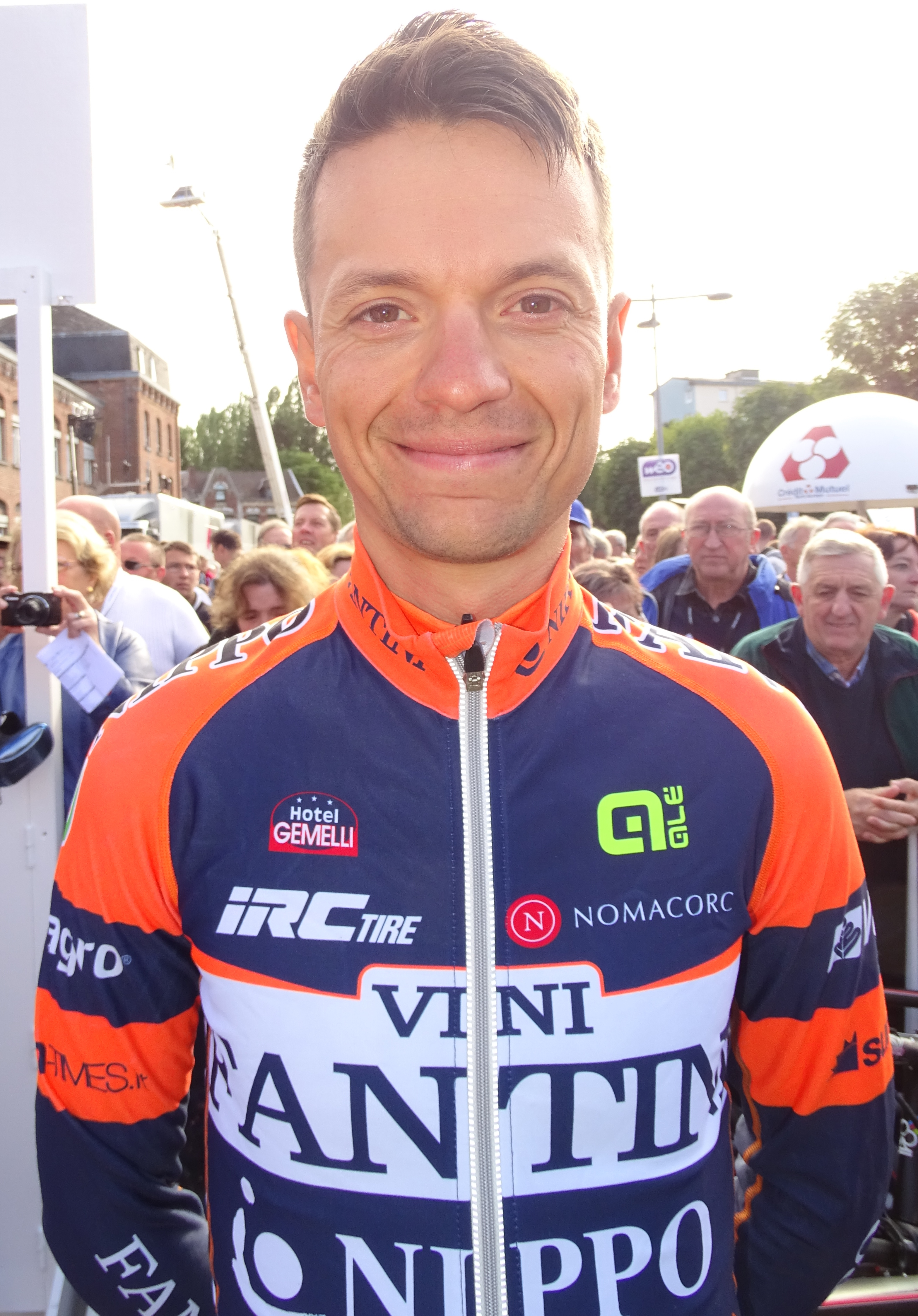
Alessandro Bisolti.
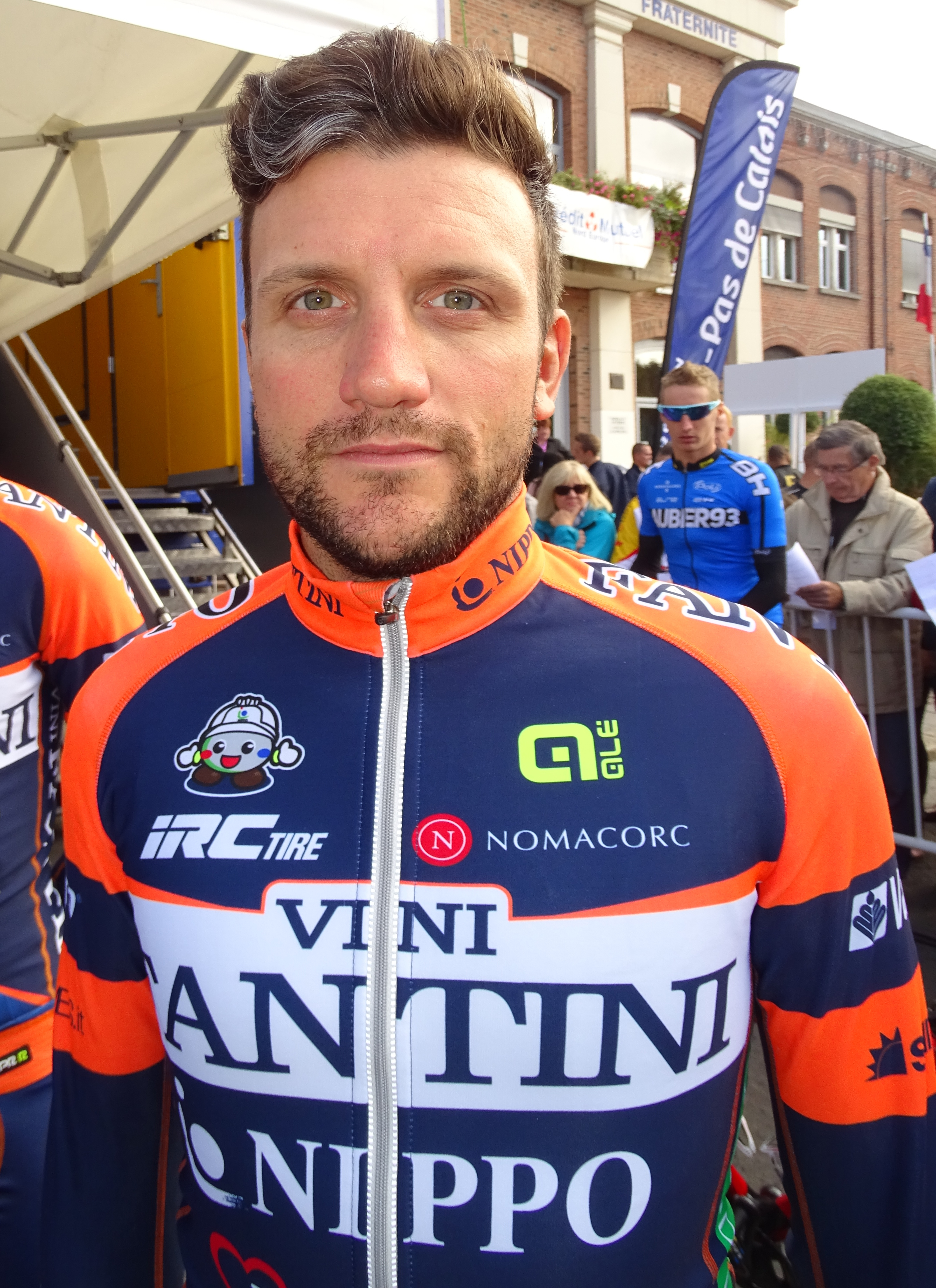
Pierpaolo De Negri.
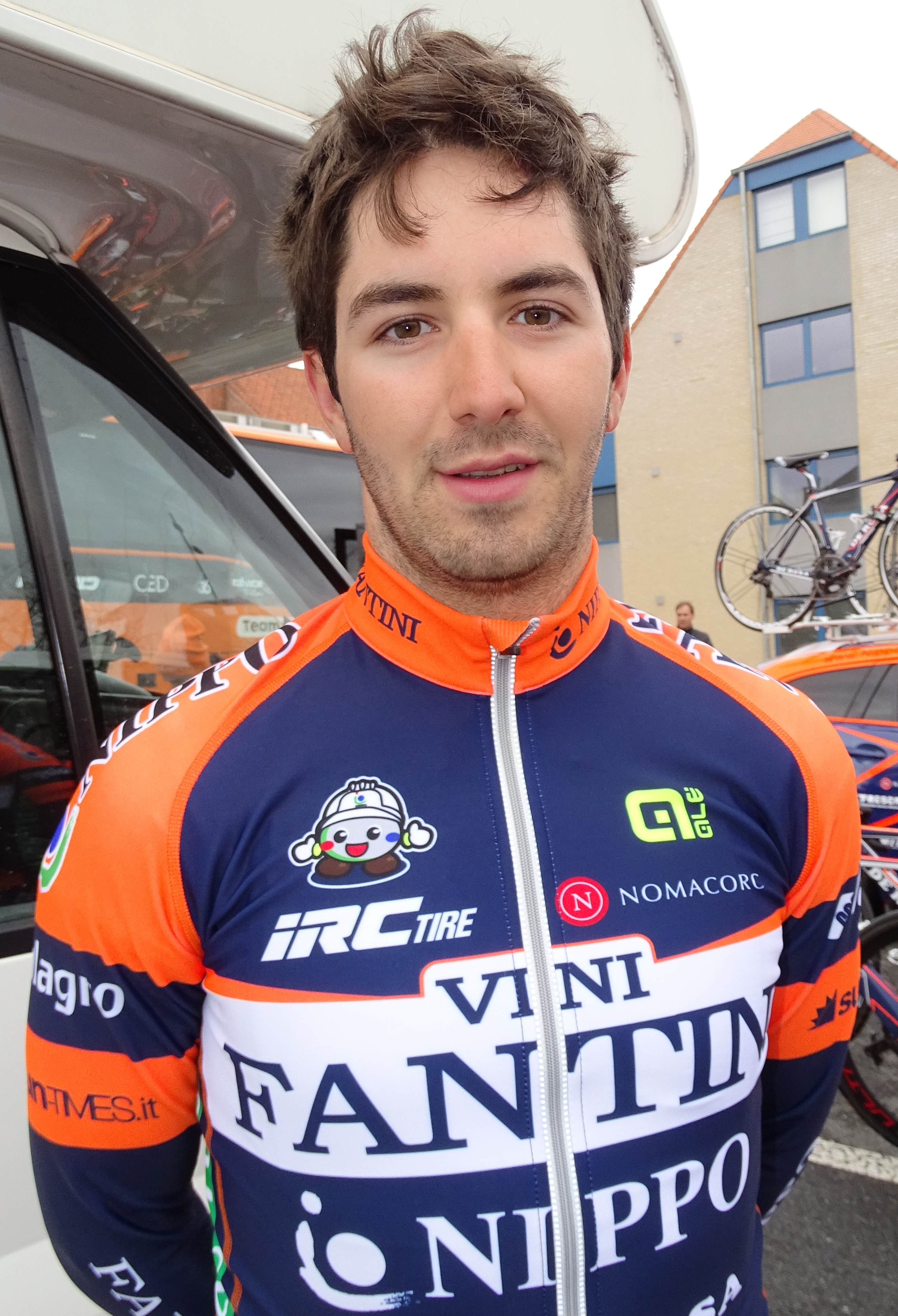
Eduard-Michael Grosu.
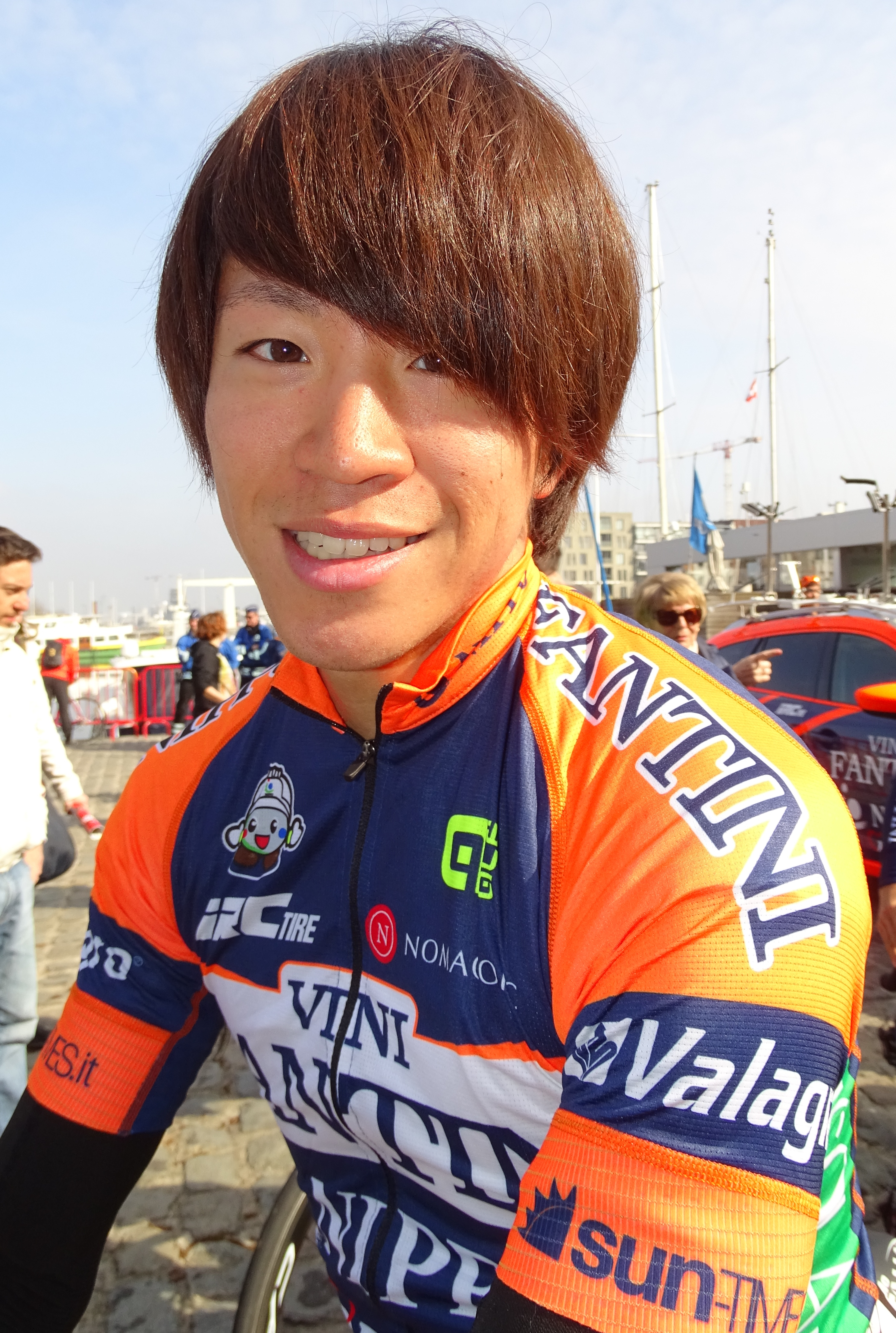
Shiki Kuroeda.
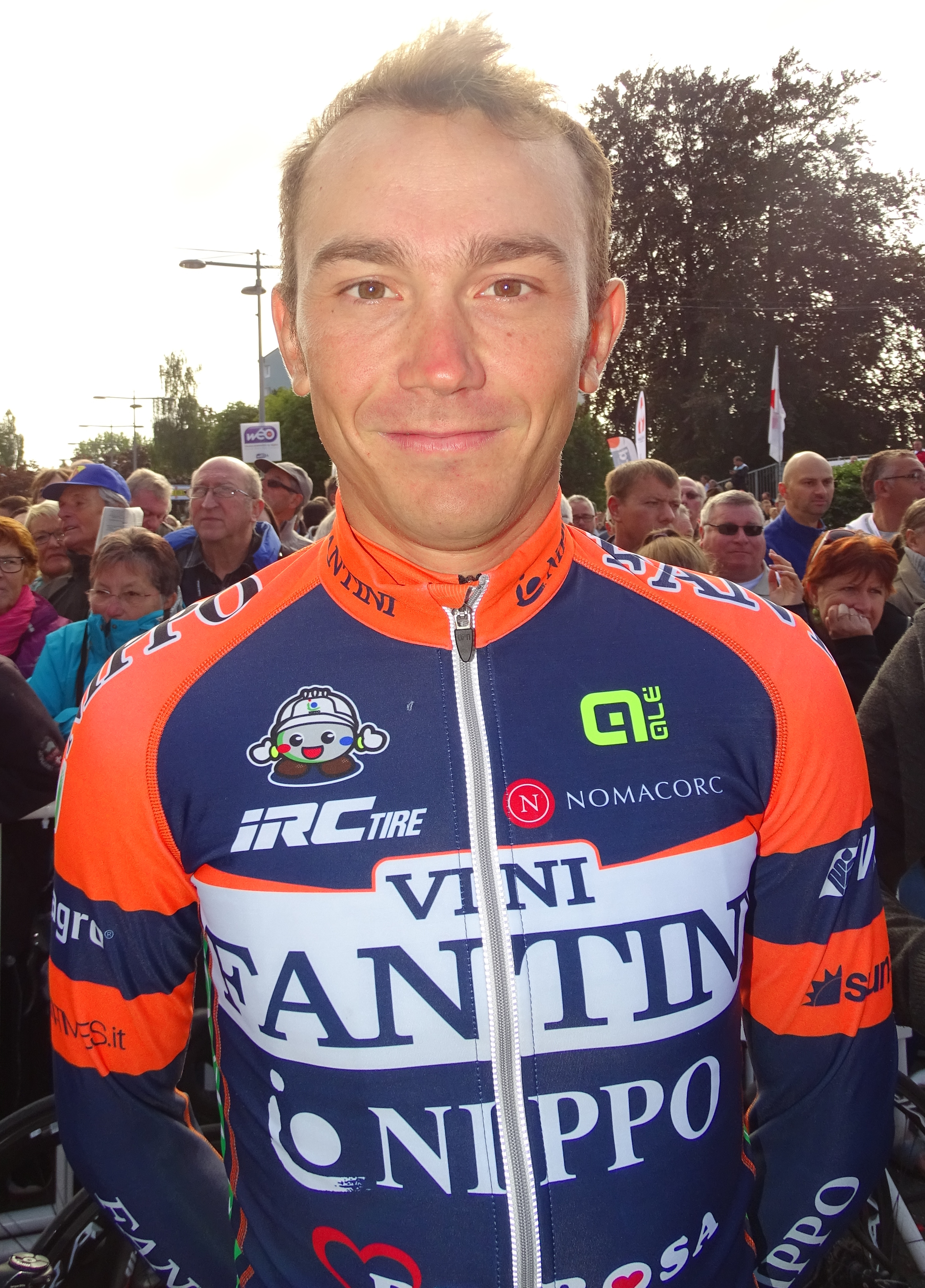
Alessandro Malaguti.
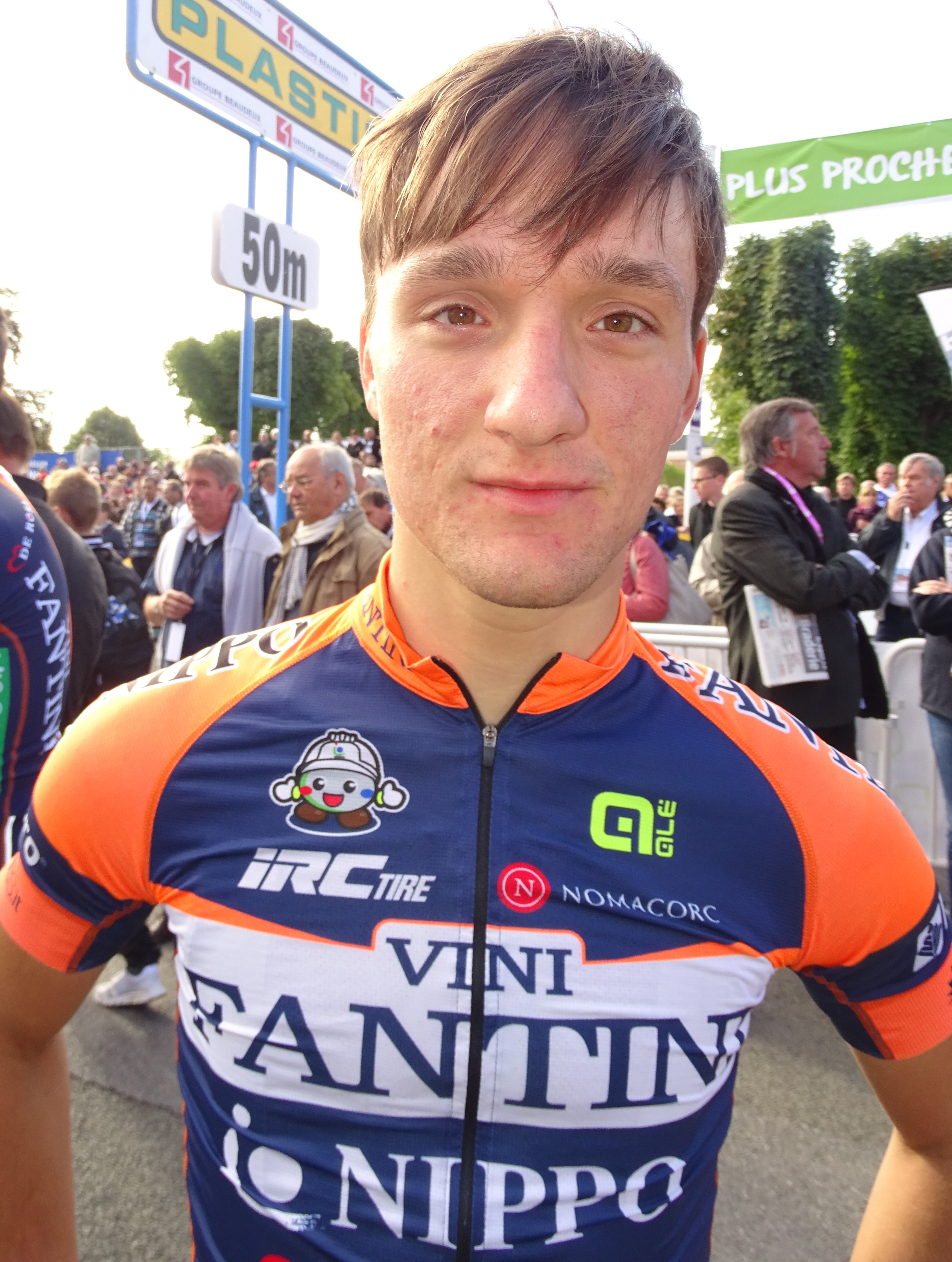
Nicolas Marini.
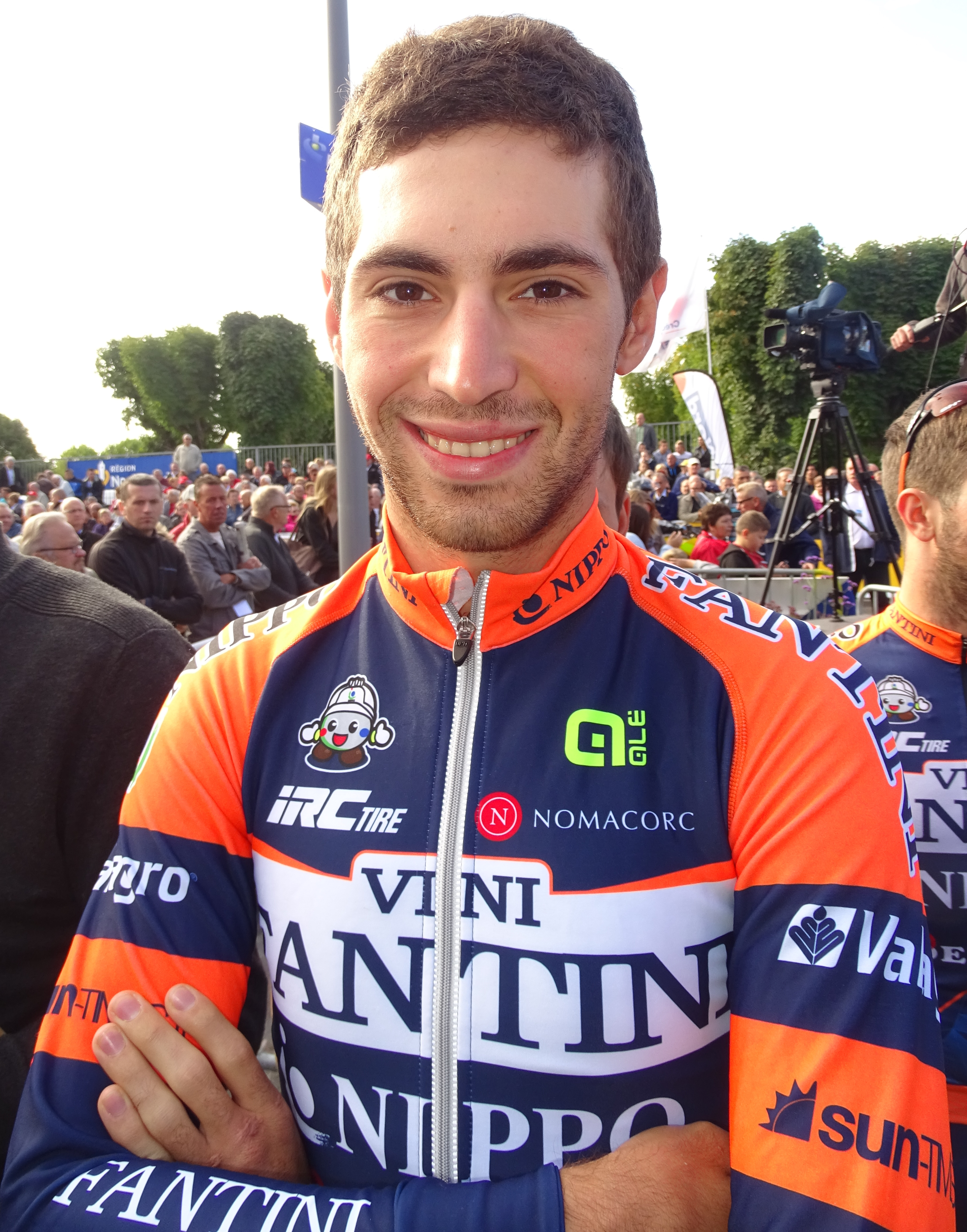
Antonio Nibali.
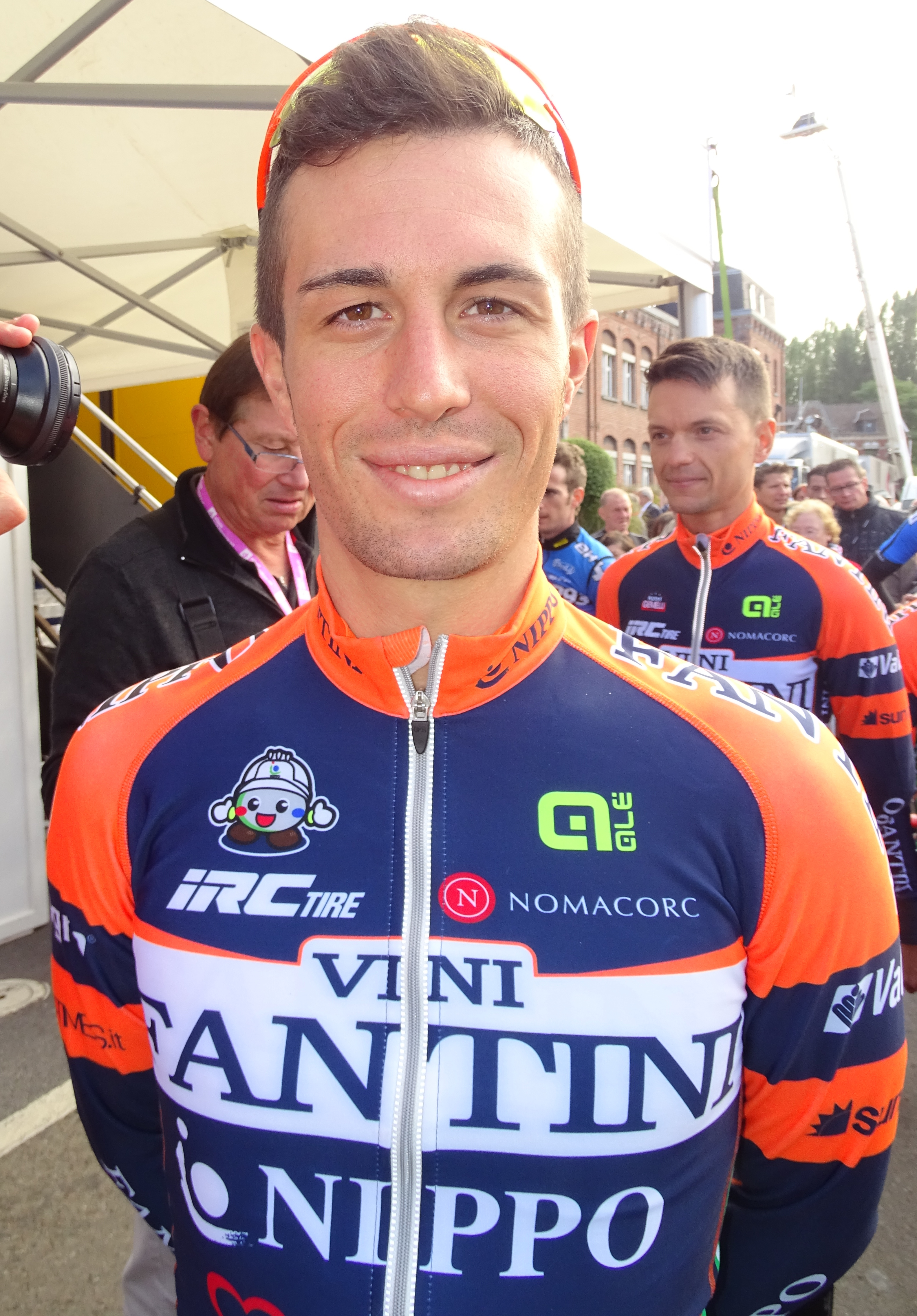
Mattia Pozzo.
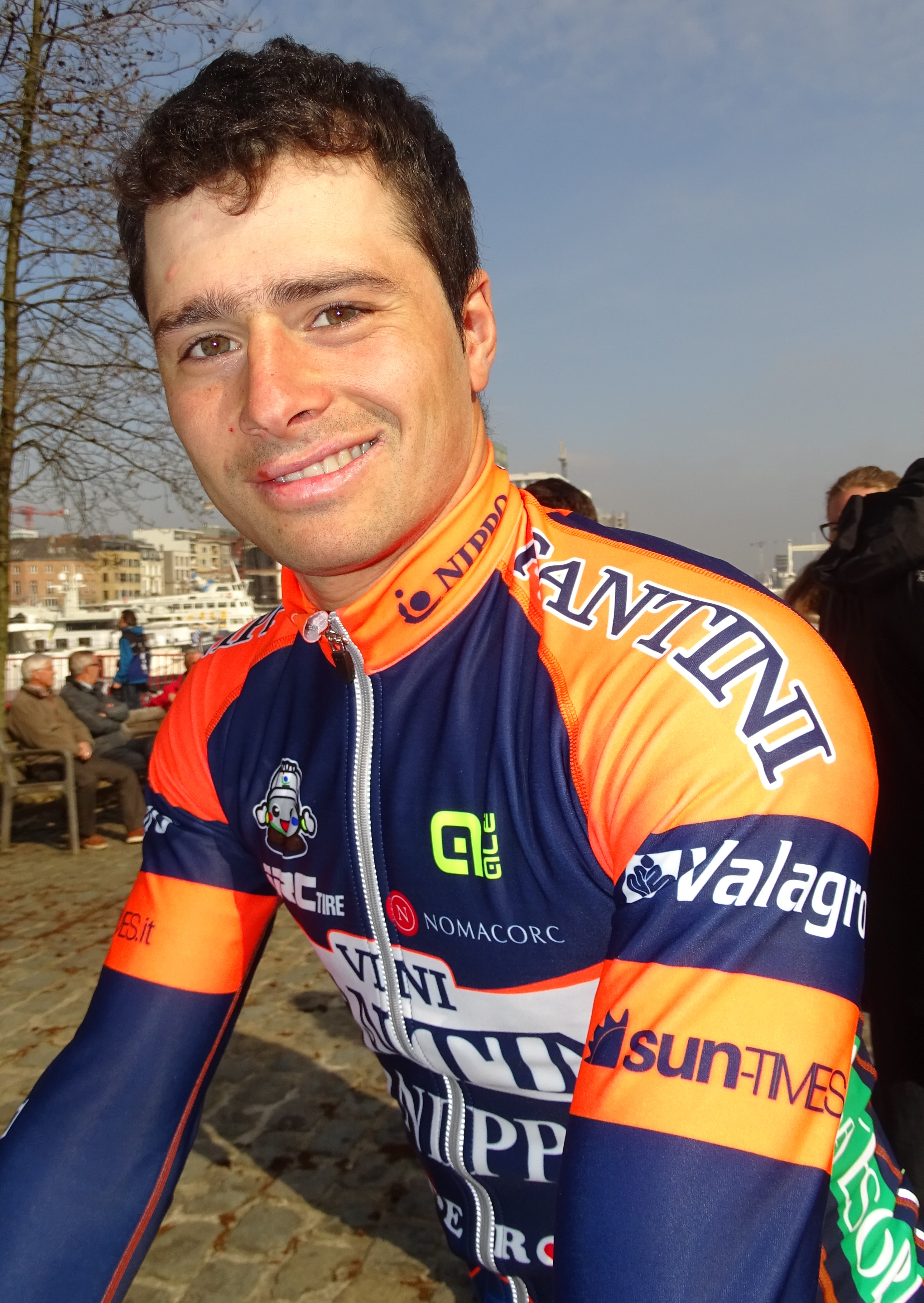
Antonio Viola.
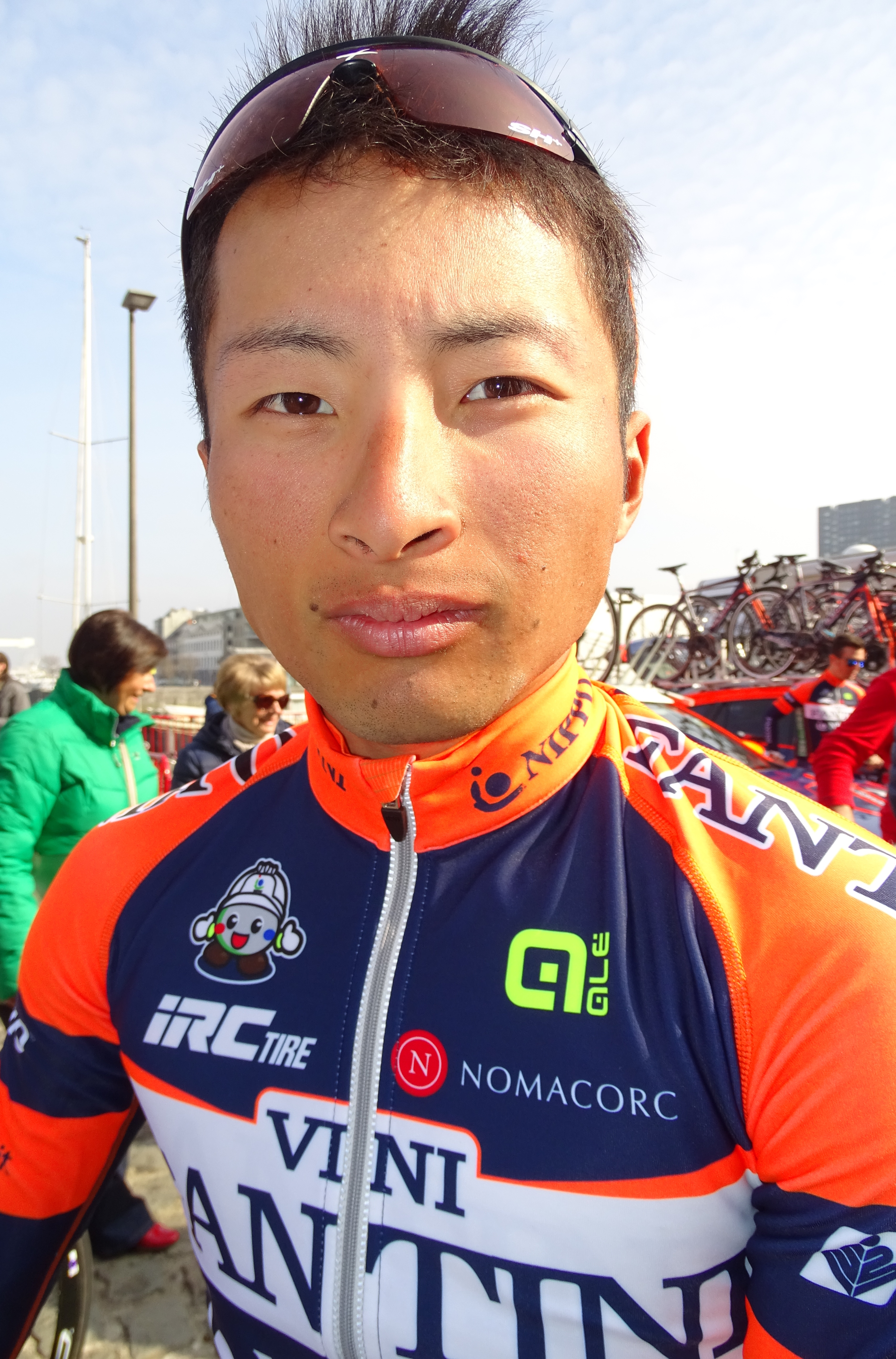
Genki Yamamoto.

## Bilan de la saison

### Victoires
| Date       | Course                                   | Pays     | Classe | Vainqueur            |
| ---------- | ---------------------------------------- | -------- | ------ | -------------------- |
| 20/05/2015 | 3e étape du Tour du Japon                | Japon    | 2.1    | Nicolas Marini       |
| 19/06/2015 | 2e étape du 2e étape du Tour de Slovénie | Slovénie | 2.1    | Pierpaolo De Negri   |
| 11/09/2015 | 1re étape du Tour de Hokkaido            | Japon    | 2.2    | Riccardo Stacchiotti |
| 12/09/2015 | 2e étape du Tour de Hokkaido             | Japon    | 2.2    | Daniele Colli        |
| 13/09/2015 | 3e étape du Tour de Hokkaido             | Japon    | 2.2    | Riccardo Stacchiotti |
| 13/09/2015 | Classement général du Tour de Hokkaido   | Japon    | 2.2    | Riccardo Stacchiotti |
| 06/10/2015 | 4e étape du Tour de Chine I              | Chine    | 2.1    | Daniele Colli        |
| 09/10/2015 | Classement général du Tour de Chine I    | Chine    | 2.1    | Daniele Colli        |
| 13/10/2015 | 2e étape du Tour de Chine II             | Chine    | 2.1    | Nicolas Marini       |
| 14/10/2015 | 3e étape du Tour de Chine II             | Chine    | 2.1    | Nicolas Marini       |
| 18/10/2015 | 6e étape du Tour de Chine II             | Chine    | 2.1    | Nicolas Marini       |

### Résultats sur les courses majeures
Les tableaux suivants représentent les résultats de l'équipe dans les principales courses du calendrier international dans lesquelles l'équipe bénéficie d'une invitation. Pour chaque épreuve est indiqué le meilleur coureur de l'équipe, son classement ainsi que les accessits glanés par Nippo-Vini Fantini sur les courses de trois semaines.

#### Classiques
| Classique            | Milan-San Remo | Tour des Flandres | Paris-Roubaix | Liège-Bastogne-Liège | Tour de Lombardie    |
| -------------------- | -------------- | ----------------- | ------------- | -------------------- | -------------------- |
| Coureur (classement) | Non invitée    | Non invitée       | Non invitée   | Non invitée          | Damiano Cunego (23e) |

#### Grands tours
| Grand tour           | Tour d'Italie            | Tour de France | Tour d'Espagne |
| -------------------- | ------------------------ | -------------- | -------------- |
| Coureur (classement) | Alessandro Bisolti (49e) | Non invitée    | Non invitée    |
| Accessits            | Prix du fair-play        | -              | -              |

### Classement UCI

#### UCI America Tour
L'équipe Nippo-Vini Fantini termine à la 44e place de l'America Tour avec 11 points. Ce total est obtenu par l'addition des points des huit meilleurs coureurs de l'équipe au classement individuel, cependant seuls deux coureurs sont classés,.
| Rang | Coureur              | Points |
| ---- | -------------------- | ------ |
| 336  | Nicolas Marini       | 7      |
| 399  | Eduard-Michael Grosu | 4      |